# NGC 138
NGC 138 è una vasta e lontana galassia a spirale situata nella costellazione dei Pesci.
Il database NASA/IPAC e Wolfgang Steinicke la classificano come galassia a spirale (Sa), ma le immagini SDSS non mostrano affatto la presenza di un braccio di spirale, tanto che Seligman propone di considerala come lenticolare.
NGC 138 ha un diametro stimato in circa 231.000 anni luce, cioè un po' più del doppio di quello della nostra Via Lattea.

## Scoperta

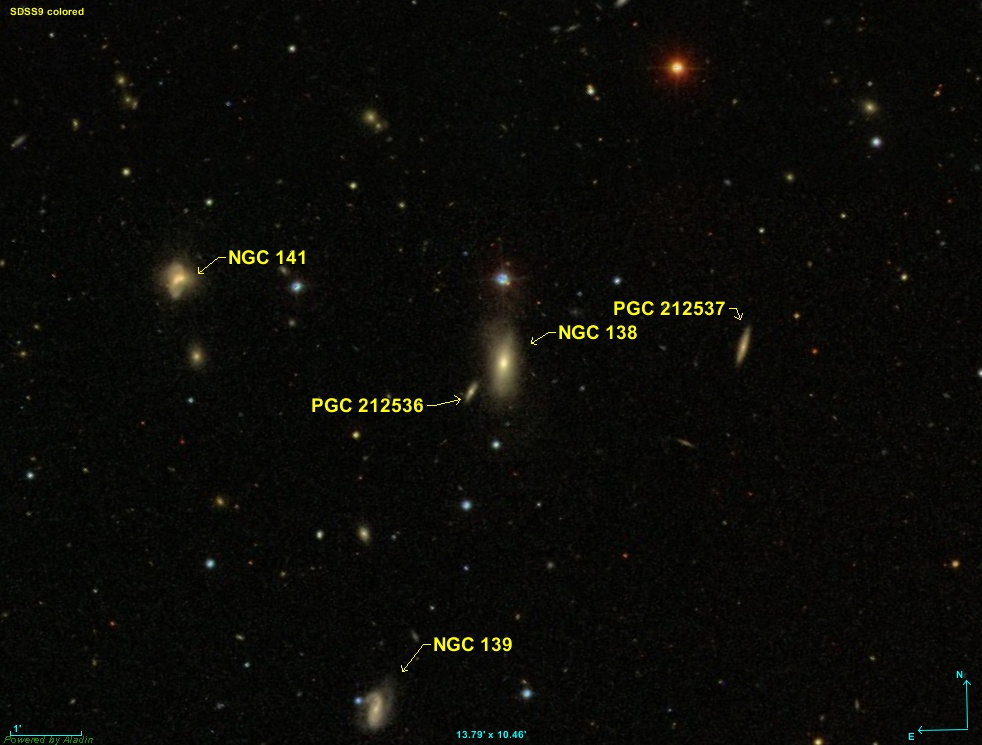
Il campo di cielo dove si trova NGC 138, con l'indicazione degli oggetti circostanti

NGC 138 è stata scoperta il 29 agosto 1864 dall'astronomo tedesco Albert Marth.

## Supernova
Nel 2023, all'interno di NGC 138 è stata osservata la supernova SN 2023lfo, classificata di tipo Ia e avente magnitudine 17,2.